# Rhinoclemmys diademata
Rhinoclemmys diademata – gatunek żółwia z rodziny batagurowatych (Geoemydidae). Dawniej bywał uznawany za podgatunek Rhinoclemmys punctularia.

## Występowanie
Gatunek ten zamieszkuje północno-zachodnią Wenezuelę (rejon jeziora Maracaibo) i przyległy obszar północno-wschodniej Kolumbii.

## Rozmiary
Długość karapaksu: samce do 18,7 cm, samice do 28,5 cm.

## Ochrona
Gatunek ten od 2023 roku jest objęty załącznikiem II konwencji waszyngtońskiej (CITES) i aneksem B UE.